# Iscrizione del potere dell'Impero partico

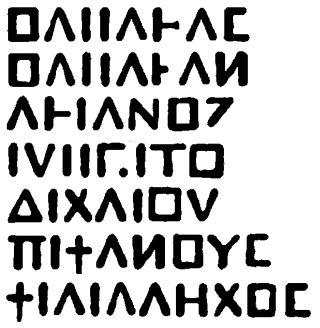
L'iscrizione "ΒΑΣΙΛΕΩΣ ΒΑΣΙΛΕΩΝ ΑΡΣΑΚΟΥ ΕΥΕΡΓΕΤΟΥ ΔΙΚΑΙΟΥ ΕΠΙΦΑΝΟΥΣ ΦΙΛΕΛΛΗΝΟΣ" in un sistema di scrittura greco stilizzato

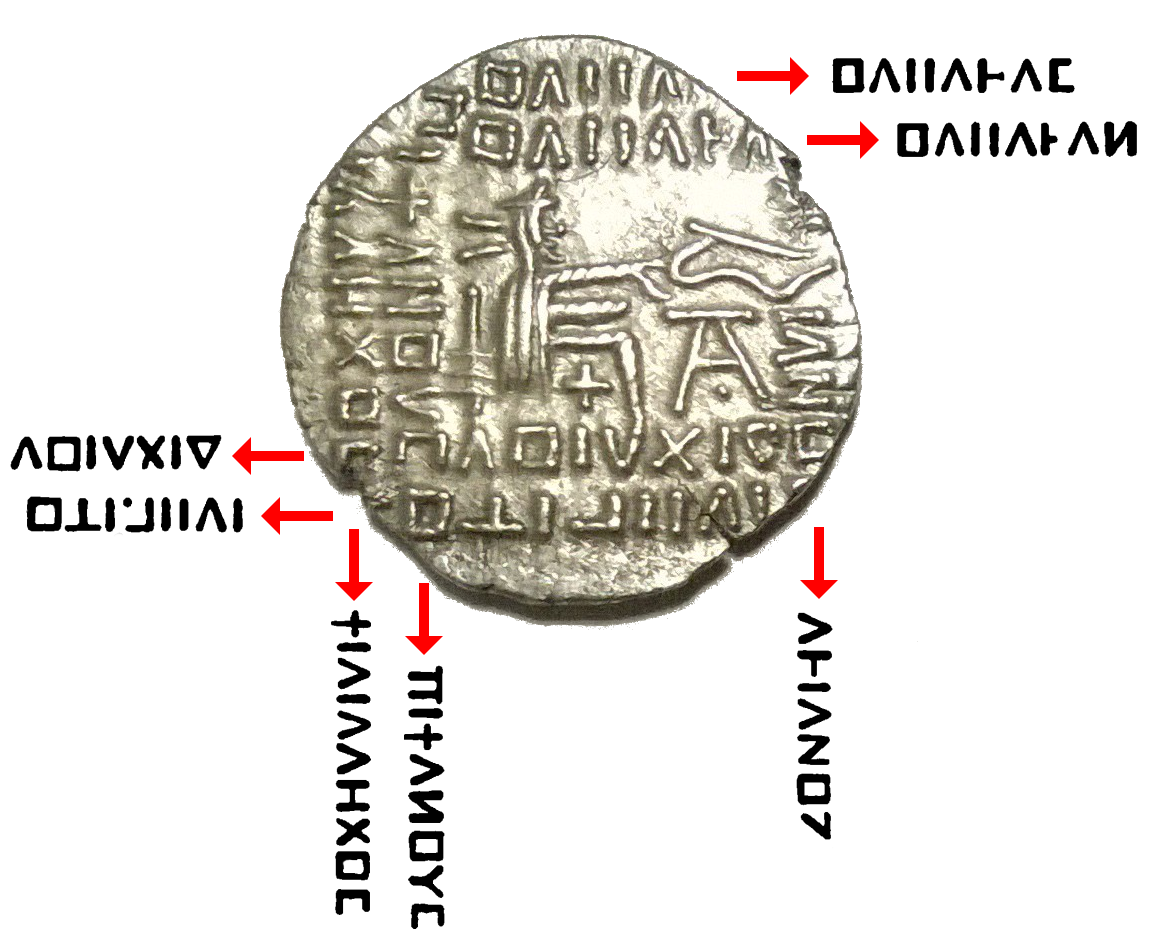
Iscrizione del potere dell'Impero Partico sul rovescio di una moneta di Pacoro I

L'iscrizione in greco ΒΑΣΙΛΕΩΣ ΒΑΣΙΛΕΩΝ ΑΡΣΑΚΟΥ ΕΥΕΡΓΕΤΟΥ ΔΙΚΑΙΟΥ ΕΠΙΦΑΝΟΥΣ ΦΙΛΕΛΛΗΝΟΣ significa "il re dei re Arsace, il benefattore, il giusto, l'illustre, l'amico dei Greci".
Si trova sulle monete dell'Impero partico, a partire dal regno di Artabano I.
Il nome di Arsace indica la dinastia degli Arsacidi e compare fino al periodo di Fraate IV

## Translitterazione
BASILEOS BASILEON ARSAKOU EUERGETOU DIKAIOU EPIPHANOUS PHILELLENOS

## Traduzione letterale
ΒΑΣΙΛΕΩΣ ΒΑΣΙΛΕΩΝ = Re dei Re
ΑΡΣΑΚΟΥ = Arsace
ΕΥΕΡΓΕΤΟΥ = Benefattore
ΔΙΚΑΙΟΥ = Giusto, Retto
ΕΠΙΦΑΝΟΥΣ = Illustre
ΦΙΛΕΛΛΗΝΟΣ = Amico dei Greci